# Svatý Cyril
Svatý Cyril, původním jménem Konstantinos (řecky Κωνσταντίνος), zvaný Filosof, řeholním jménem Kyrillos (826/827 v Soluni – 14. února 869 v Římě), byl významný byzantský teolog, kněz, mnich, filozof, filolog a diplomat, jeden z nejvýznamnějších učenců 9. století, byl mladším bratrem sv. Metoděje, spolu s nímž je označován jako apoštol Slovanů. V barokních textech se objevuje i pod jménem Crha. Spolu se svatým Metodějem je hlavním patronem Moravy a spolupatronem Evropy.

## Mládí
Konstantin byl nejmladší ze sedmi dětí vysokého státního úředníka – drungaria Lva a jeho ženy Marie, dcery císaře Konstantina VI. Již v mládí byl Konstantin čilý a bystrý, mezi spolužáky vynikal. Po vyučování se rád účastnil her a výletů do soluňského okolí. Příhoda, kdy mu při lovu uletěl jeho vycvičený pták, měla vliv na změnu jeho smýšlení ohledně životních priorit. Se ztrátou oblíbeného dravce se po krátkém čase vyrovnal, pochopil pomíjivost hmotných statků a přilnul pak k záležitostem duchovním.

## Studium
Po studiu na školách v Soluni za vlády císařovny Theodory II., která nastoupila po císaři Theofilovi jako zástupkyně nezletilého Michaela III. se mladý Konstantin již ve 14 letech dostal pod ochranu jejího logotheta (kancléře) Theoktista. Tento přítel drungaria (velitele vojenského praporu pod stratégem) Lva Soluňského se dověděl o bystrosti a moudrosti Konstantina a povolal ho, aby se vzdělával na císařském dvoře. Konstantin tedy již byl přítomen „oslavě vítězství pravé víry“, když byl 11. března 843 na církevním sněmu sesazen patriarcha Jan Grammatikos, odpůrce „úcty svatých obrazů“, a skončil stoletý náboženský boj nad „posledním východním bludařstvím“. Konstantin studoval na vysoké dvorní škole v cařihradském paláci Magnaura. Jeho učiteli byli učenci Lev Matematik a Fotios, pozdější patriarcha, kteří ho vzdělávali ve všech tehdejších světských i církevních vědách, obzvláště ve filozofii a bohosloví.
Konstantin byl nadaný a vytrvalý, ale zároveň skromný student, čímž si získal jak Fotia, tak Theoktista. Theoktistos nabízel Konstantinovi funkci stratéga (císařského místodržitele), Konstantinovi se však příčil intrikánský svět státní správy a dal najevo touhu po vědění.

## Státní služba
Kolem roku 847 Konstantin dokončil studia na cařihradské vysoké škole a Theoktistos, když poznal, že svého svěřence nezláká pro světskou službu, dal Konstantina vysvětit na kněze a aby svého oblíbence neztratil z blízkosti, jmenoval ho patriarchovým knihovníkem a archivářem při chrámu Svaté (Boží) Moudrosti (Hagia Sofia) a zároveň jeho jakýmsi tajemníkem s právem hlasovacím v církevně-soudních záležitostech.
Konstantinovi však nevyhovoval odpůrce vší učenosti Ignatios ani odpovědná církevní služba, která byla příliš spjatá a provázaná s církevní i světskou vládou byzantskou, tajně se uchýlil do samoty jednoho z mnoha klášterů na zalesněném mořském pobřeží. Ukryl se tak důkladně, že ho několik měsíců marně hledal Theoktistos i jeho pomocníci. Tím Konstantin do značné míry napodobil svůj vzor, svatého Řehoře (Bohoslovce) Naziánského.
Asi po půl roce byl pátrači Konstantin konečně nalezen a přemlouván k návratu do Cařihradu. Konstantin se tedy vrátil, zdvořile však odmítl bývalou funkci, která nebyla v souladu s jeho povahou a smýšlením. Přijal raději nabízené místo profesora filozofie na dvorní vysoké škole. Před nástupem do tohoto vysokého a čestného úřadu prokázal svoji způsobilost a schopnosti veřejnou zkouškou v podobě veřejné náboženské disputace se sesazeným patriarchou Janem Grammatikem, který žil jeden čas pod dozorem v klášteře Kleidion na břehu Bosporu a na ostrůvku v Marmarském moři. Bývalý patriarcha zůstal zatvrzelý a dosti sebevědomý, přesvědčen o tom, že nikdo není schopen vyvrátit jeho argumenty. Mladý filozof však prokázal bystrý úsudek a Janovi brzy jeho argumenty došly. Konstantin pak zastával tento vysoký úřad natolik úspěšně a čestně, že se ujal a po všechny věky zachoval přídomek Filozof.

## Výprava k Saracénům
V roce 851 byl tehdy teprve 24letý Konstantin císařským dvorem požádán, aby na výzvu rozpínajících se Arabů zasáhl do náboženského verbálního boje jako muž schopný rozmlouvat o náboženských otázkách. Císařovna svolala rádce a vypravila Konstantina s tajemníkem Georgiem k Arabům (Saracénům) k Bagdádu, hlavnímu městu jejich říše, přesněji do Samarry asi 100 km proti proudu Tigridu, kam chalíf přestěhovat svůj dvůr. Vládce chalíf Mutavakil (Al-Mutawakkil Alallahi 847–861) hanobil křesťany a jejich učení, stejně jako ostatní mohamedáni, Konstantin však vždy moudře a vtipně odbyl jejich útoky. Legenda praví, že mohamedáni neunesli Konstantinovu rétorickou převahu a pokusili se Konstantina otrávit. Ten však šťastně vyvázl.

## Na Olympu
Po návratu ze Samarry (na počátku politického zvratu kolem roku 855) přes Theoktistovu snahu udržet Konstantina ve své blízkosti a ve státní službě se mladý filozof odebral ke svému bratru Metoději do jednoho z mnoha klášterů. Klášter, kde Metoděj pobýval již deset let, se nacházel anatolském, bithynském Olympu, přibližně jižním směrem od Cařihradu, dnešní Uludağ, 2543 m n. m. V Bithýnii se již od 7. století soustřeďovalo východní mnišstvo, ustupující před postupujícími Araby ze Sýrie, Palestiny a Egypta. Podobně jako později před útoky tureckými, z řeckého Olympu ustoupivší mniši založili svoje středisko na hoře Athos (Άθως) na poloostrově Agion Oros (Άγιον Όρος, [Ajó Oros]), nejvýchodnějším ze tří výběžků poloostrova Chalkidiki.

## Misie u Chazarů
Bratři se nejspíš setkali po dlouhých dvou desetiletích odloučení. O samotě pak spolu přečkali období politických a náboženských zvratů v letech 855 až 860. (V roce 855 byl zavražděn kancléř Theoktistos, v únoru r. 856 byl na zasedání senátu prohlášen samovládcem Michael III. a v r. 858 byl ustanoven patriarchou Fotios. Mezi ním a dosavadním patriarchou Ignatiem pak trval roční spor o právoplatnost změn.) Samota bratří však nebyla absolutní. Konstantin musel být stále připraven na různá poslání ve státní službě byzantského císaře, proto se zatím nezavazoval řeholními sliby. Přestože Konstantin Fotia kritizoval za jeho chování k Ignatiovi, někdejší Konstantinův učitel Fotios byl dobře pamětliv moudrosti mladého filozofa a počítal s využitím jeho schopností. Po státním a církevním převratu v Byzanci okolo roku 860 přišli chazarští poslové k císaři Michaelovi III. požádat jménem svého vladaře o mudrce, který by v učené diskusi dovedl oponovat arabským a židovským misionářům. Protože Chazaři byli tradičními spojenci Byzance, poslal císař Michael III. oba bratry jako své vyslance na misijní a diplomatickou cestu k Chazarům na černomořské, azovské a kaspické pobřeží.
Aby se výprava vyhnula Bulharům a Arabům, přeplavila se po moři na poloostrov Krym. Čestný průvod se zdržel v Chersonésu na Krymu, kde Konstantin opět prokázal neobyčejné jazykové nadání a znalosti, načerpané mj. z nalezených evangelií. Učený Konstantin věděl, že někde poblíž Chersonésu je hrob sv. Klimenta, mučedníka, v pořadí čtvrtého římského papeže. Začal pátrat. Bezvýsledně vyzvídal mezi obyvateli, většinou přistěhovalci. Vyhledal tedy v knihách všechny zprávy o starém chrámu, v němž byly uloženy Klimentovy ostatky, a ve spisech našel popis rakve. Přesvědčil biskupa, kněze a měšťany, aby mu s hledáním pomohli. V jejich doprovodu odplul na ostrov nedaleko města. Po dlouhém hledání a kopání se jim podařilo 30. ledna 861 rakev i s ostatky najít. Za soumraku a chvalozpěvů se vítězoslavně vraceli do města, kde jim vyšlo vstříc nadšené obyvatelstvo. Přes noc uložili ostatky v novém katedrálním chrámu sv. Klimenta a na druhý den uspořádali slavnostní průvod do chrámu sv. Sozonta u městské zdi, dále do domu sv. Leontia a do stolního chrámu Sv. apoštolů. Část ostatků zůstala v Chersonésu, část vzali bratři s sebou.
Když se vydali na cestu k Chazarům, narazili na chazarského vojvodu, obléhajícího křesťanské město. Konstantinovi se podařilo přesvědčit vojvodu, aby upustil od dalšího obléhání.
Na další cestě byl doprovod napaden uherským oddílem. Vyslanci císaře však nejevili známky reakce a zachovali klid. Překvapení Uhři zkrotli, jakoby byli ohromeni kouzlem osobnosti Filozofa. Cesta pokračovala po moři k pevnosti Sarkelu při ústí Donu do Azovského moře a potom po souši směrem ke kaganovu zimnímu sídlu Derbentu na pobřeží Kaspického moře. Na další cestě potkali kaganova posla, který je doprovodil do kaganova letního sídla Semenderu, kam se mezitím kagan přesunul.
Chazarský kagan přijal doprovod vlídně. Mise císařových vyslanců byla úspěšná, neboť přátelský svazek Byzance s chazarským kaganátem byl potvrzen a upevněn a okolo dvou set Chazarů se nechalo okamžitě pokřtít. Místo odměny vymohl Konstantin propuštění 200 řeckých zajatců.
Výprava misijně působila i na zpáteční cestě.

## Období mezi misiemi
Mezi tím došlo opět ke sporům mezi novým patriarchou Fotiem a přívrženci dřívějšího patriarchy Ignatia. Fotios tedy znovu svolal církevní sněm a na cařihradském synodě roku 861 byl Ignatios opětovně odsouzen a sesazen. Konstantin se odebral do kostela Svatých Apoštolů vyučovat na patriarchální akademii (Fotiem reorganizované). Byl to druhý hlavní cařihradský kostel, více vzdálen ruchu velkoměsta, než chrám Svaté (Boží) Moudrosti (Hagia Sofia). Proto si Konstantin vyvolil právě tento.
Ani zde Konstantinovi nebylo dopřáno dlouhého duchovního rozjímání.
O misionářských schopnostech Konstantina, správních a právních schopnostech Metoděje a o jejich jazykových znalostech bylo brzy slyšet i za hranicemi Byzantské říše

## Situace na Velké Moravě kolem roku 862
Každý z velmožů, kdo chtěl v politice tehdejší doby vůbec existovat, natož uspět, musel být křesťan, neboť šíření křesťanství sloužilo jako záminka k expanzívní politice. O tom věděli své např. Pribina nebo Polabští Slované. Vládce Velké Moravy Rostislav ve snaze vymanit se zcela z vlivu Franské říše, která zneužívala křesťanství a církevní správu pro své politické cíle, usiloval o vytvoření vlastní církevní organizace, nezávislé na Franské říši. S žádostí o vyslání biskupa, který by v jazyce srozumitelném domácímu lidu vysvětlil veškerou křesťanskou víru, však u papeže Mikuláše I. neuspěl. Obrátil se tedy se stejnou žádostí do Cařihradu. Císař Michael III. po poradě se svými rádci nenašel k tomuto úkolu nikoho schopnějšího, než osvědčenou misionářskou dvojici. Ačkoliv Rostislav požadoval biskupa, byli bratři vysláni císařem Michaelem III. k moravskému králi pouze jako misionáři, což v situaci, kdy nebyla rozhodnuta otázka církevních pravomocí, se ukázalo jako prozíravé a v této fázi muselo postačovat. 
Na cestu se bratři mohli vydat až po důkladné přípravě. Konstantin se ujal zásadního úkolu jazykového. Vytvořil spisovný jazyk staroslověnštinu a písmo zvané Hlaholice. Základem jazyka se stalo slovanské nářečí z okolí Soluně. U písma každé hlásce i polohlásce přiřadil nějaký znak. Do staroslověnštiny Konstantin přeložil biblické texty a jazyk se pak na dlouhá staletí stal liturgickým slovanským jazykem (používá se dodnes). 

## Misie na Velké Moravě

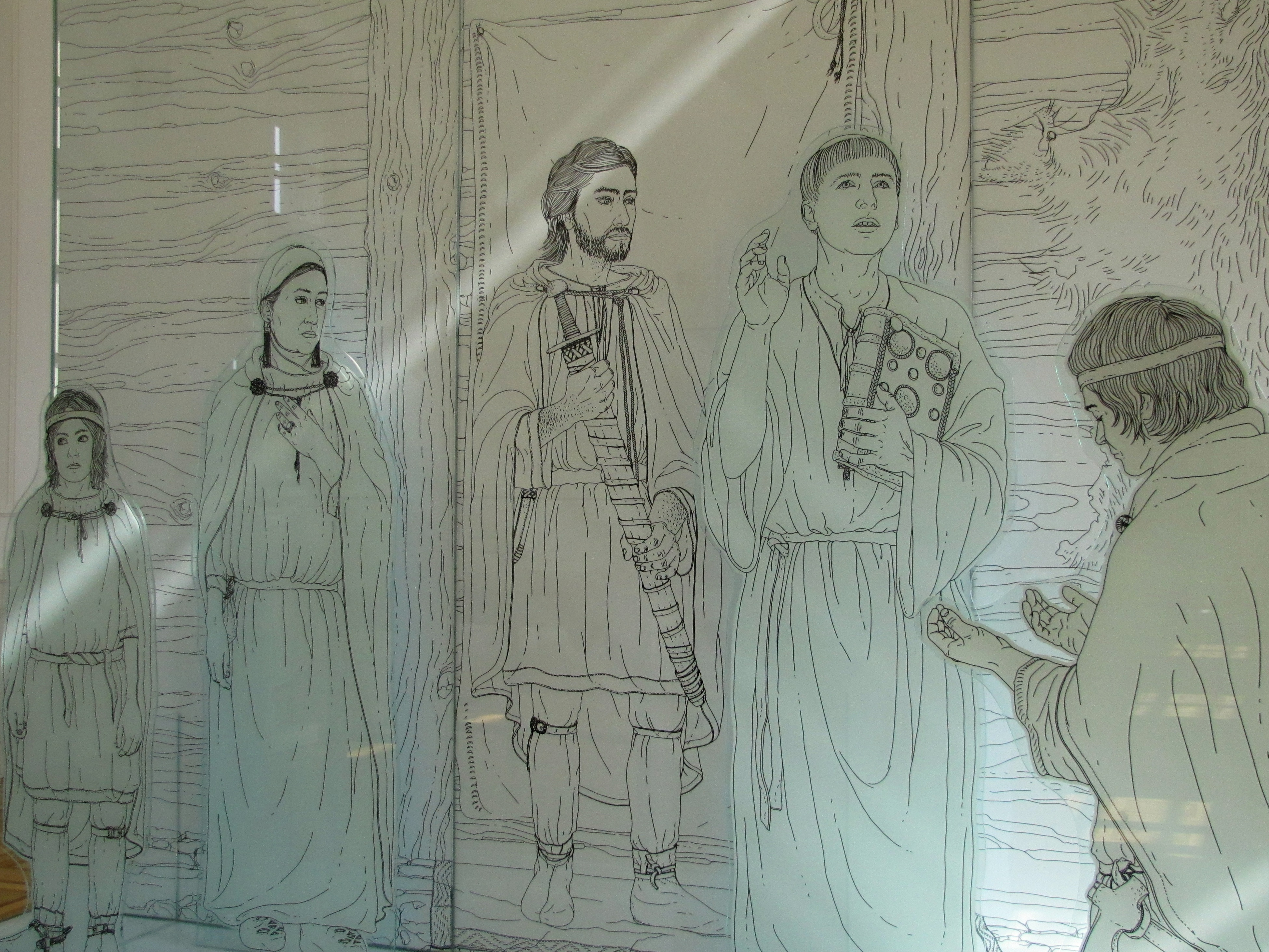

Na jaře roku 863 dorazila misionářská výprava vyslaná byzantským císařem Michaelem III. na Velkou Moravu, podle legendy to mělo být 11. května, tj. 24. května podle dnešního kalendáře.
Na Velké Moravě nastala nová doba, plná osvětové a církevní činnosti, která výrazně zasáhla do situace velké části Evropy. Věrozvěstové Konstantin s Metodějem si rozdělili úkoly a začali s výukou žáků, které vybral Rostislav mezi nadanými moravskými mladými muži. Misionáři přeložili bohoslužebné knihy, učili své žáky tyto knihy správně číst a chápat, učili je znát modlitby a obřady svátosti. Založili seminář pro výchovu kněží – misionářů. Pro potřeby semináře přeložili obřadní knihy, napsali učebnice a ihned začali vychovávat kněžský dorost. Chodili též po moravských městech, hradištích a po velkomoravském venkově a šířili křesťanskou osvětu, neboť křesťanství bylo mezi prostým zemědělským lidem povrchní nebo nebylo vůbec. Mezi Velkomoravany totiž dosud šířili víru kněží z Řecka, Itálie, ale především z Bavorska a každý vykládal víru po svém. Pokřtěna byla především nobilita.
Zde se projevil obrovský rozdíl mezi způsobem šíření povrchního křesťanství ze strany německých kněží a geniálních slovanských věrozvěstů. Němečtí pohraniční biskupové nevynikali ani učeností ani svatostí, se zbraní v ruce se účastnili válek a sloužili hlavně německým politickým záměrům. Jejich kněží nebyli o nic lepší. Slovanský jazyk ovládali velmi nedokonale a kvůli jazykové bariéře byly výsledky jejich misijní práce velmi neuspokojivé. Němečtí kněží byli málo schopní v argumentaci proti přežívajícím pohanským pověrám a vůbec byli ústupní v mnoha ohledech.
Konstantina a Metoděje sice předcházela vynikající pověst učenců, ale teprve nyní mohli ocenit velikost obou apoštolů a jejich díla. Nyní měli Moravané možnost čerpat poučení i povzbuzení z knih v jazyce jim srozumitelném a pochopit význam knih pro šíření vzdělanosti. Když začal Konstantin sloužit mši ve slovanském jazyce, zvedl se ze strany německých kněží odpor proti této novotě.
Franský král Ludvík II. Němec s nelibostí pozoroval, jak Rostislav upevňuje svou nezávislost, sebral silné vojsko a oblehl Rostislava na Devíně. Rostislav, když neviděl úniku z obklíčení, musel se s Franky porovnat a vydat rukojmí jako záruku, že nevystoupí proti Ludvíku Němci.
I v této nepříhodné době pokračovali bratři v činnosti. Získali si důvěru Velkomoravanů a jejich žáci si rychle osvojovali vědomosti. Po 40 měsících činnosti se přiblížil čas, kdy bylo potřeba vysvětit žáky na kněze.

## Misie v Panonii
Někdy na podzim roku 866 se tedy bratři vydali na cestu do Akvileje, popř. do Konstantinopole, aby zařídili potřebné záležitosti. Cestou se na půl roku zastavili v klidnější Panonii u knížete Kocela, který jim přivedl 50 žáků, aby je připravili pro stav duchovní. Panonští Slované s vděčností přijímali křesťanskou misi ve slovanském jazyce. Kníže Kocel tuto skutečnost nezamlčel papeži Mikuláši I. a zásoboval jej písemnými zprávami o úspěšné christianizaci jeho knížectví obětavými soluňskými věrozvěsty. A tak jako bylo v povaze bratrské dvojice, odmítali bohaté dary a místo toho vyjednali propuštění 900 otroků.
Někdy před polovinou roku 867 se apoštolové vydali na další cestu.

## V Benátkách
Na nějaký čas se zastavili v Benátkách, kde vedli učené rozhovory o oprávněnosti slovanské bohoslužby s akvilejským patriarchou. Závažnost těchto rozhovorů spočívala v naději, že jejich úspěch mohl výrazně podepřít další působnost apoštolů u Slovanů a pravděpodobně vytvořil příznivou vyjednávací pozici pro pozdější jednání v Římě. Situace byla o to vážnější, že benátské kněžstvo nebylo nakloněno bohoslužbě ve slovanském jazyce. Konstantin však bystře obhájil slovanské bohoslužby a svými důvody odrazil útočné benátské kněze.
V Benátkách, které tehdy patřily k Byzantské říši, však byli bratři zaskočeni znepokojivými informacemi o vraždě císaře Michaela III. jeho nástupcem, císařem Basileiem I., který sesadil z funkce církevního patriarchy Konstantinova učitele Fotia a na patriarší stolec znovu zasedl Ignatios.
V Benátkách zastihl apoštoly i zvací list papeže Mikuláše I. Vydali se tedy po moři do Raveny a odsud po souši do Říma.

## V Římě
Když se družina apoštolů a jejich žáků blížila k Římu, čekalo je již před hradbami města vřelé uvítání, neboť v Římě byli již zpraveni o tom, že výprava přináší ostatky sv. Klimenta, římského papeže z 1. století. Namísto 13. listopadu 867 náhle zesnulého Mikuláše I. je však vítal Hadrián II., čerstvě nastoupivší na Petrův stolec. Korunován byl 14. prosince, neboť čekal na odpověď císaře Ludvíka. Ostatky sv. Klimenta byly velmi dobrým doporučením pro oba apoštoly a způsobily v Římě nepředstavitelné pozdvižení. Ostatky byly neseny ve slavnostním průvodu a za doprovodu nepřehledného množství lidu do kostela svatého Klimenta. Nadšení Římanů neznalo mezí, římští páni dávali svobodu otrokům vzývajícím pomoc sv. Klimenta. Římská legenda vypravuje, že při uctívání ostatků sv. Klimenta se děly četné zázraky v podobě uzdravování nemocných. Apoštolové se těšili posvátné úctě Římanů, kteří v nich poznali muže ctihodné a učené. Svou bystrostí budil zejména Konstantin zaslouženou pozornost.
Velmi laskavě a přátelsky byli bratři přijati rodáky z početné řecké mnišské komunity, kteří utekli do Říma z Cařihradu, když tam vypuklo náboženské pronásledování, ať už za patriarchy Jana nebo za Fotia. V tu dobu byl v Římě i cařihradský opat Theognostos, který do Říma přinesl stížnost vyhnaného patriarchy Ignatia. Pro Konstantina s Metodějem se stal stanovištěm klášter sv. Ondřeje při nynějším kostele sv. Řehoře Velikého, útulek řeckých mnichů. Dalším vhodným útulkem a oporou pro věrozvěsty byl klášter svaté Praxedy u chrámu Santa Maria Maggiore, kolem roku 820 předán řeckým mnichům.
Papež Hadrián II. byl mezi obyvateli Říma oblíben. Věrozvěstové si u něj získali takovou důvěru, že Hadrián II. zásadně potvrdil jejich učení i jejich neobvyklou misijní metodu zavádění slovanské bohoslužby. Počátkem roku 868 potvrdil papež slovanský překlad bohoslužebných knih. Položil je na oltář v bazilice Panny Marie Sněžné, posvětil je a zároveň posvětil jáhna Metoděje na kněze. Na papežův příkaz posvětil biskup z Porta Formosus a biskup z Velletri Gauderich tři žáky Konstantina a Metoděje na kněze a dva na lektory. Přestože se proti slovanské bohoslužbě stavěli zástupci německých biskupů a Franské říše, tak za podpory papežových rádců – knihovníka Anastazia a biskupa z Orte Arsenia sloužili věrozvěstové slovanské bohoslužby po hlavních římských kostelích za údivu ohromených Římanů, kteří pro slovanskou bohoslužbu neměli důvod mít zvláštní pochopení, avšak procítěný velebný zpěv ve slovanském jazyce pro ně byl něčím dosud nevídaným.

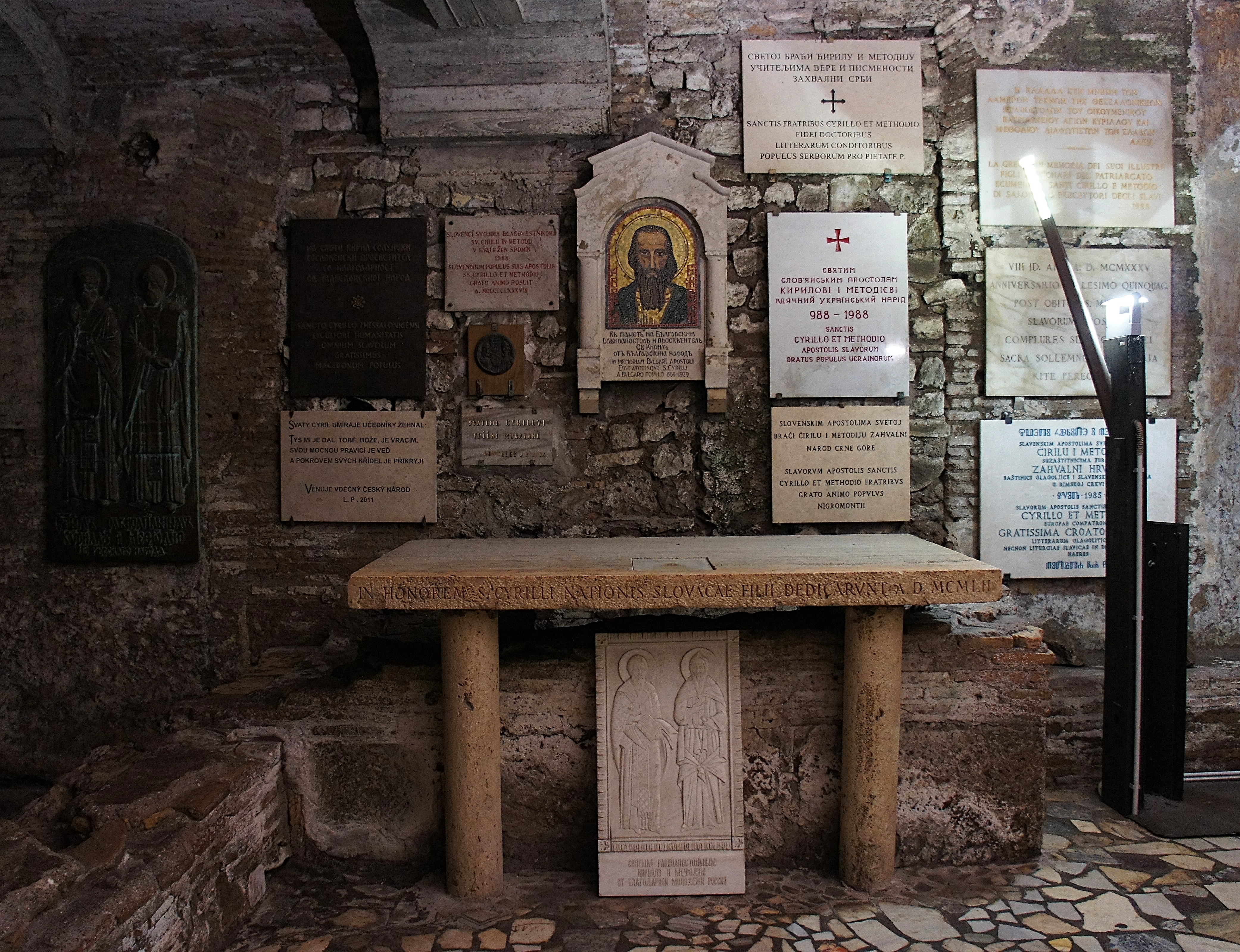
Předpokládaný hrob sv. Cyrila v bazilice sv. Klimenta v Římě

V srpnu roku 868 dorazili do Říma vyslanci císaře Basileia a patriarchy Ignatia. Přinesli s sebou akta Fotiovy synody z léta roku 867, která byla podrobena vyšetřování, které skončilo až v červnu 869 demonstrativním spálením Fotiových spisů na schodech kostela sv. Petra. Konstantin, překonávaje únavu po celý čas misijní cesty po Moravě i Panonii, cítil, že jej nemoc, které se mu dařilo nějaký čas vzdorovat, brzy překoná. Rozhodl se vstoupit do kláštera jako mnich. Přijal mnišské jméno Cyril (řecky Κύριλλος, Kyrillos; latinsky Cyrillus).
Během 50 dní zbývajícího života odvracel Cyril Metoděje od úmyslu vrátit se do Řecka na Olymp. Zapřísahal bratra, aby pokračoval v započatém těžkém misijním díle a neopouštěl Slovany. Ještě na smrtelném lůžku nadšeně povzbuzoval své žáky. Zemřel 14. února roku 869 ve věku 42 let.
Papež nařídil, aby byl Cyril pohřben za účasti řeckého i římského duchovenstva se všemi poctami, jako apoštolský papež.
Metodějovi se podařilo oblomit papeže, který, ač nerad, svolil ke splnění slibu, který dal Metoděj matce, že přeživší bratr přenese a pochová tělo sourozence v bithýnském klášteře.
Papež přikázal, aby byl Cyril uložen v mramorové rakvi a svolil k Metodějovu odchodu. Avšak římské duchovenstvo na poradě s římskými biskupy, kardinály a velmoži přesvědčilo papeže, aby tak vynikajícího, velkého a slavného muže nenechal pochovat nikde jinde, než ve stejně slavném městě. Papež tedy poručil, aby byl všemi milovaný světec pochován v jeho vlastním papežském hrobě v bazilice sv. Petra. A tu zase Metoděj prosil, když nebyla vyslyšena jeho první prosba, aby byl jeho bratr pohřben alespoň v kostele svatého Klimenta, světce, jehož ostatky po obtížném a pečlivém hledání našel a přinesl do Říma. Papež vyslyšel Metodějovo přání a tak se stalo. Opět se sešlo duchovenstvo a všechen lid, aby vystrojili slavnému cizinci další okázalý pohřeb podobající se spíše triumfálnímu pochodu.
Ke konci 11. století byl dolní chrám opuštěn a ostatky svatého Cyrila byly přeneseny do horního kostela a uloženy pod oltář kaple vpravo od hlavního vchodu.
Za napoleonských válek z bezpečnostních důvodů uložil kanovník lateránské baziliky Lorenzo Mattei ostatky sv. Cyrila ve své domácí klenotnici, na což se časem zapomnělo. Teprve v roce 1963 je našel dominikán Leonard Boyle v Recanati u Loreta v paláci rodiny Antici-Mattei. Dne 14. listopadu 1963 je majitelka odevzdala papeži sv. Pavlu VI. a tři dny na to byly slavnostně přeneseny do baziliky sv. Klimenta a uloženy na oltář sv. Cyrila a Metoděje, zřízený biskupem J. J. Strossmayerem.